# モッリア
モッリア（イタリア語: Mollia）は、イタリア共和国ピエモンテ州ヴェルチェッリ県にある、人口約100人の基礎自治体（コムーネ）。

## 地理

### 位置・広がり
| 隣接するコムーネは以下の通り。 - アラーニャ・ヴァルセージア (リーヴァ・ヴァルドッビア) - アルト・セルメンツァ (リーマ・サン・ジュゼッペ) - ボッチョレート - カンペルトーニョ |

## 行政

### 分離集落
モッリアには、以下の分離集落（フラツィオーネ）がある。
- Casa Capietto, Casacce, Curgo, Goreto, Grampa, Otra Sesia, Piana Fontana, Piana Toni, Piana Viana